# Kotzen (gmina)
Kotzen – gmina w Niemczech w kraju związkowym Brandenburgia, w powiecie Havelland, wchodzi w skład urzędu Nennhausen.
W skład gminy wchodzą trzy dzielnice:
- Kiele
- Kotzen
- Landin

oraz Rhinsmühlen.

## Współpraca
Dzielnica Landin współpracuje z gminą Sommerland w Szlezwiku-Holsztynie